# Kara-Köl
Pour l’article ayant un titre homophone, voir Caracol.
Kara-Köl (en kirghize : Кара-Көл et en russe : Саргата) est une ville du Kirghizistan dans la province de Djalal-Abad. Sa population s'élevait à 26 901 habitants en 2021.